# Pa'l Norte 2021
Pa'l Norte 2021 fue la novena edición del festival. Originalmente programado para el 20 y 21 de marzo de 2020, se decidió posponer el evento para los días 11 y 12 de septiembre ante la pandemia de enfermedad por coronavirus.
Tras un año en hiato finalmente se llevó a cabo los días 12 y 13 de noviembre en Parque Fundidora.

## Tecate Pa’l Norte Virtual
Tras la cancelación del festival por la contingencia derivada del COVID-19, la edición 2020 tuvo que ser pospuesta al igual que muchos otros eventos masivos, y aunque en febrero del 2021 se reprogramó el festival para noviembre, el rugido de Pa’l Norte trajo un espectáculo previo.
Denominado el primer festival virtual de Latinoamérica, se llevó a cabo el 17 de abril de 2021. Se incluyeron 3 escenarios en 3D, efectos especiales, 18 artistas y 7 horas de música.
El line up se anunció el 1 de marzo, el cual tenía como headliner a Martin Garrix; además de otros artistas internacionales como Intocable , Mau & Ricky, Guaynaa, Camilo, Milky Chance, Molotov, Mon Laferte, Sebastián Yatra, The Hives, entre otros. 
Los horarios oficiales de la edición virtual se dieron a conocer el 14 de abril.
| Escenario Tecate     | Escenario Oxxo | Escenario Kia    | Sorpresa Viva |
| -------------------- | -------------- | ---------------- | ------------- |
| Martin Garrix        | Intocable      | Gera MX + Sabino | Belinda       |
| The Hives            | Mon Laferte    | Guaynaa          |               |
| Sebastián Yatra      | Molotov        | Drake Bell       |               |
| Camilo + Mau & Ricky | Enjambre       | Leon Leiden      |               |
| Milky Chance         | Siddhartha     |                  |               |
| Caloncho             |                |                  |               |

## Desarrollo
El 24 de junio de 2021 se confirmó el regreso del festival tras un año de ausencia debido a la pandemia de COVID-19, programado para el otoño de 2021, los días 12 y 13 de noviembre. En esta edición se presenta el “Oasis Bacardí”, un nuevo escenario dedicado a géneros urbanos como reguetón, hip-hop y rap.
La venta de boletos inició el 5 de julio a través de Ticketmaster, con un precio inicial de $3590 para el abono general, $5590 para el VIP y $14000 para el Hospitality. Así mismo, se confirmó que los boletos adquiridos en 2020 eran válidos para esta edición. 
Se realizó con un aforo limitado del 40% y se tomaron medidas sanitarias para prevenir la propagación del virus, estas medidas incluyeron presentar certificado de vacunación o prueba de PCR, control de temperatura y uso obligatorio de cubrebocas.

## Line up
El cartel se publicó el 28 de junio con cambios mínimos respecto al cartel de 2020, y contó con la participación de Foo Fighters y Tame Impala como headliners, además de otros artistas internacionales: Alejandro Fernández, Babasónicos, Chet Faker, Claptone, El Tri, Foster the People, Galantis, Juanes, The Kooks, Los Auténticos Decadentes, Mon Laferte, Piso 21 + Mau & Ricky, Sublime with Rome y The Whitest Boy Alive.
Un día después de la revelación del cartel, los organizadores anunciaron la baja de la banda regiomontana DRIMS debido a acusaciones en contra del vocalista por presunto acoso sexual.
El line up por día se reveló el 3 de noviembre, con más de 120 artistas distribuidos en 9 escenarios.

### Tecate Light
| Viernes                                                                                          | Sábado |
| ------------------------------------------------------------------------------------------------ | --- |
| - Foo Fighters - Juanes - Foster the People - Galantis - Enjambre - Arizona - Kongos - Disidente | - Tame Impala - Alejandro Fernández - The Kooks - Piso 21 + Mau & Ricky - The Whitest Boy Alive - Boy Pablo - Noah Pino Palo |

### Tecate Original
| Viernes                                                                                            | Sábado                                                                                     |
| -------------------------------------------------------------------------------------------------- | ------------------------------------------------------------------------------------------ |
| - Los Auténticos Decadentes - Sublime with Rome - Paloma Mami - MC Davo - Ed Maverick - Girl Ultra | - Batalla de Campeones - Chet Faker - Danny Ocean - Lila Downs - Insite - Octavio - Stripe |

### Fusión Telcel
| Viernes                                                                                       | Sábado |
| --------------------------------------------------------------------------------------------- | --- |
| - Todos Tus Muertos - Gera MX - Kinky - División Minúscula - Wos - Technicolor Fabrics - BETA | - Víctimas del Doctor Cerebro - Babasónicos - El Tri - Caloncho - Gondwana - Hello Seahorse! - Kills Birds - Arath Herce - Say Ocean |

### Sorpresa Viva[13]
| Viernes                          | Sábado           |
| -------------------------------- | ---------------- |
| - Banda El Recodo - Gloria Trevi | - Guaynaa - Aqua |

### Acústico Hey Banco
| Viernes                                                                       | Sábado                                                                     |
| ----------------------------------------------------------------------------- | -------------------------------------------------------------------------- |
| - Mon Laferte - Vacación - Ely Guerra - Bratty - Tony True & The Tijuana Tres | - DLD - Chetes - Juanes - Marco Mares - Los Románticos de Zacatecas - Fran |

### Villa Maravilla Tecate
| Viernes                                                                                      | Sábado |
| -------------------------------------------------------------------------------------------- | --- |
| - Seth Troxler - Walker & Bryce - Kawas - Lauren Lane - Roderic - PPD - Mely Cantú - Michiko | - Claptone - Shiba San - Nathan Barato - Sita Abellán - Beckmann - Mirá Mirá - Elliot Moss Live - Solar - That's Nice |

### Club Social Kia
| Viernes | Sábado |
| --- | --- |
| - Sam Feldt - Vicetone - Foster the People DJ Set - Pluko - Guetto Kids Live - Broz Rodríguez - Oso Humphrey - Instituto Mexicano del Sonido - Sheco - Sunny | - Klingande - Thomas Jack - Purple Disco Machine - Uzielito Mix - CID - Cornetto - Cray - Julian LaMadrid - Dr Rudoz - Morality - MIA - Baby 2000 |

### Hot Nuts Pilo’s Bar
| Viernes                                                                                         | Sábado                                                                    |
| ----------------------------------------------------------------------------------------------- | ------------------------------------------------------------------------- |
| - Banda - Los Tigrillos - La Sonora Dinamita - Joss Favela - Los Cadetes de Linares - Fara Fara | - Banda - Luis y Julián Jr - Eliseo Robles - Grupo La Leyenda - Fara Fara |

### Oasis Bacardí
| Viernes                                                                                    | Sábado                                                                                              |
| ------------------------------------------------------------------------------------------ | --------------------------------------------------------------------------------------------------- |
| - Mau & Ricky - Don Patricio - Sabino - Ecko - LAGOS - Urbøi - AQUIHAYAQUIHAY - Shark Camp | - Manuel Medrano - Mariah Angelo - Ovi - Leon Leiden - The Change - Simpson Ahuevo - Artista TikTok |